# Syndaktylie

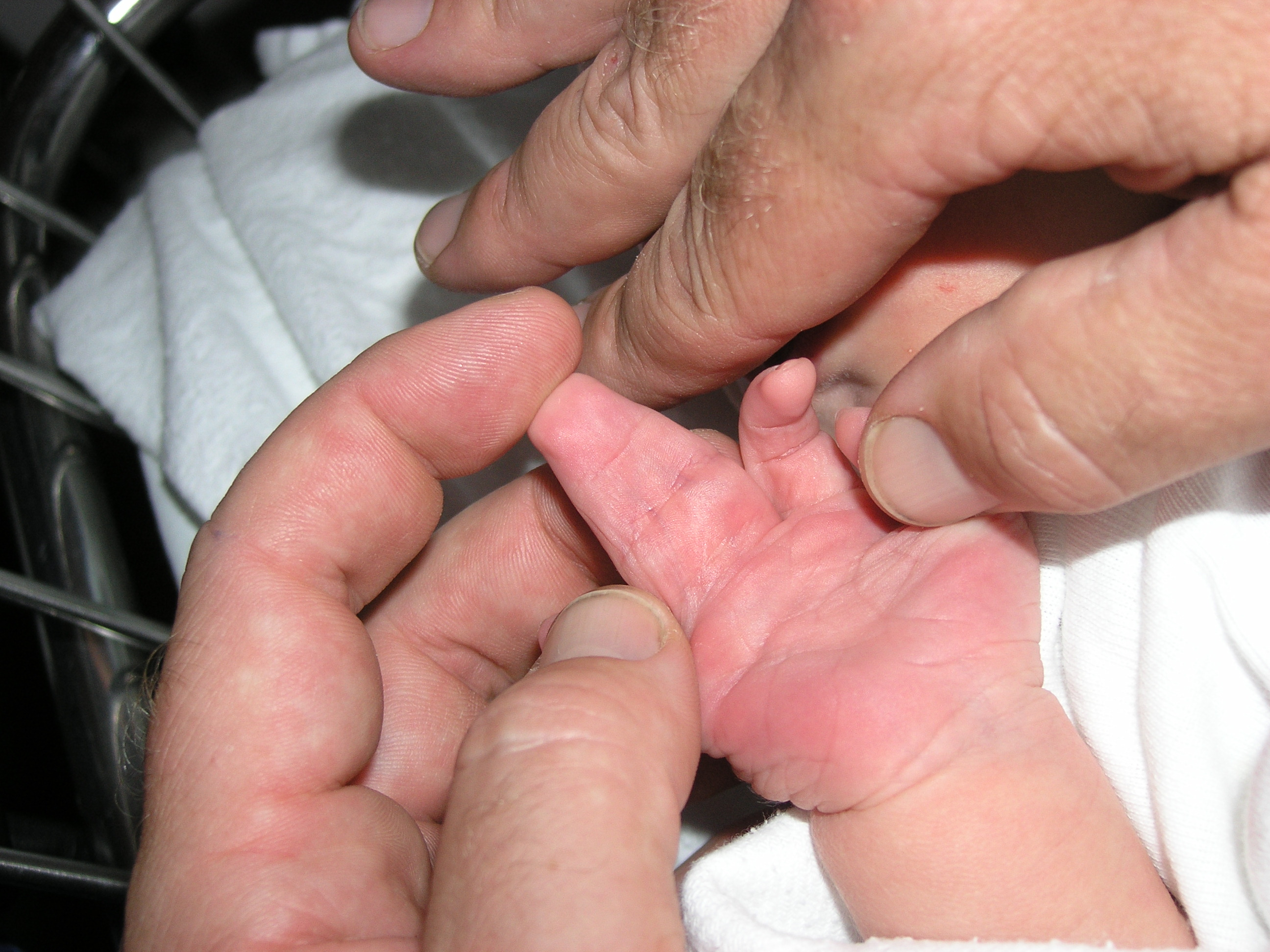
Neugeborener Junge mit Syndaktylie an zwei Fingern der rechten Hand

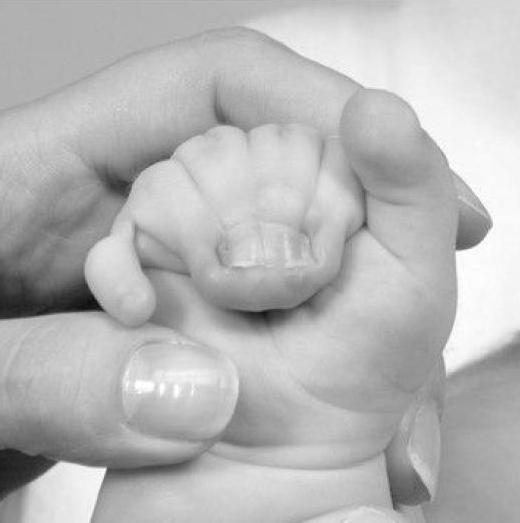
Rechte Hand mit Greig-Cephalopolysyndaktylie mit Syndaktylie von vier Fingern und einem polydaktylen Finger

In der Medizin bezeichnet Syndaktylie (von altgriechisch σύν syn ‚zusammen‘ und δάκτυλος dáktylos ‚Finger‘) eine angeborene anatomische Fehlbildung der Körperglieder (Dysmelie), die durch eine Verwachsung bzw. Nichttrennung von Finger- oder Zehengliedern charakterisiert ist. Unterschieden werden kutane (häutige), ossäre oder totale Syndaktylien.
Liegt eine knöcherne Verschmelzung von zwei Phalangen eines Fingers oder einer Zehe vor, mit Fehlen des betroffenen Finger- bzw. Zehengelenkes, so spricht man von einer Symphalangie oder von Symphalangismus.

## Verbreitung
Die Besonderheit ist angeboren und entsteht im Zeitraum der etwa 5. bis 7. Entwicklungswoche des menschlichen Embryos. Syndaktylie tritt bei einer von 2000–3000 Geburten auf.

## Ursache
Die Verwachsungen bzw. Nichttrennungen können zufällig (vgl. Amniotisches-Band-Syndrom) oder durch Alkoholkonsum während der Schwangerschaft entstehen, aber auch bei 20–40 % der Fälle ein Symptom genetisch bedingter Besonderheiten sein.
So ist eine Syndaktylie 3/4 (also von Mittel- und Ringfinger) ein häufiges Merkmal bei Kindern mit Triploidie. Auch beim Aarskog-Syndrom, dem Adams-Oliver-Syndrom, dem Carpenter-Syndrom, dem Eaton-McKusick-Syndrom, dem Fraser-Syndrom, dem Fuhrmann-Syndrom, der Pierre-Robin-Sequenz und weiteren Syndromen kommt die Syndaktylie überdurchschnittlich oft vor. Beim Smith-Lemli-Opitz-Syndrom ist häufig eine Syndaktylie 2/3 der Zehen festzustellen.

## Klassifikation
Nach der Datenbank Orphanet existiert folgende Einteilung:
- SD1, Syndaktylie Typ 1, früher Zygodaktylie[6]
- SD2, Synonym: Synpolydaktylie[7]
- SD3[8]
- SD4, Synonym: Polysyndaktylie Typ Haas[9]
- SD5, Synonym: Postaxiale Syndaktylie mit Metakarpal-Synostose[10]
- SD6, Synonyme: Syndaktylie, Typ Mitten; Unilaterale Syndaktylie der Digitalen 2-5[11]
- SD7, Synonym: Cenani-Lenz-Syndaktylie[12]
- SD8[13]

## Klinische Erscheinungen
Eine Funktionsbeeinträchtigung entsteht nur eingeschränkt, so dass sich in der Regel keine Notwendigkeit einer operativen Korrektur ergibt. Zumindest am Fuß besteht keine wesentliche kosmetische Beeinträchtigung, während das Komplikationsrisiko deutlich höher als an der Hand ist.

## Diagnose
Zum Teil können Syndaktylien bei einem Kind schon vorgeburtlich im Rahmen pränataldiagnostischer Ultraschalluntersuchungen (häufig beim Feinultraschall) festgestellt werden.

## Differentialdiagnose
Abzugrenzen ist die Pseudosyndaktylie, die durch Mutilation im Rahmen einer Epidermolysis bullosa dystrophica Typ Hallopeau-Siemens gebildet wird. Die Syndaktylie bzw. Pseudosyndaktylie entsteht dabei erst im Säuglings- bzw. Kleinkindalter. Die operative Trennung ist möglich. Ferner gibt es Syndrome mit Syndaktylie als wesentliches Merkmal wie die Brachydaktylie-Syndaktylie Typ Zhao.

## Therapie
Im Falle einer operativen Korrektur erfolgt diese in den meisten Fällen noch vor dem dritten Lebensjahr, um besonders bei nicht gleich langen Fingern ein Fehlwachstum und eine Gelenkdeformation zu vermeiden.
Die jeweilige Ausprägung sowie die Möglichkeiten der operativen Behandlung einer Syndaktylie variieren u. a. in Abhängigkeit davon, ob die Besonderheit durch eine Verschmelzung von Knochen bzw. Knochenanschnitten (ossäre Syndaktylie) oder durch eine Hautverbindung (ähnlich einer Schwimmhaut, sog. kutane Syndaktylie) entstanden ist.

## Syndaktylie bei Tieren
Ein Schwein mit Syndaktylie wird als Einhuferschwein bezeichnet. Dabei sind die beiden ersten Glieder der dritten und vierten Zehe zwar separat vorhanden, aber deren Endglieder verschmelzen, so dass das Extremitätenende dem Huf eines Einhufers ähnelt. Diese Fehlbildung war bereits im Altertum bekannt.